# Farm Aid

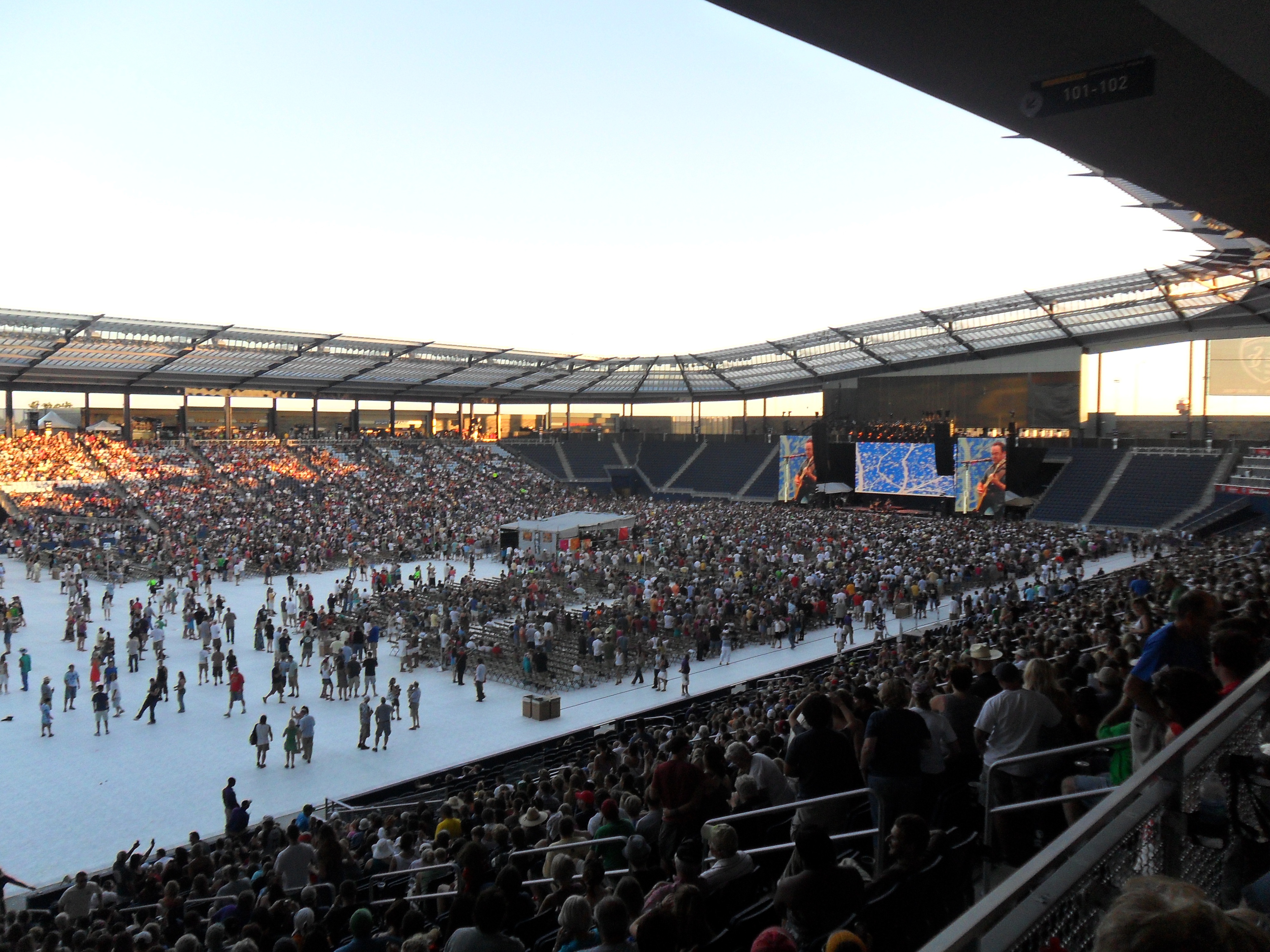
Dave Matthews und Tim Reynolds beim Live-Auftritt am 13. August 2011 im Livestrong Sporting Park in Kansas City anlässlich des Farm Aid 2011.

Farm Aid ist eine US-amerikanische Organisation, die sich die Bewahrung und Unterstützung der familiär geführten landwirtschaftlichen Betriebe in den USA ("family farms") zur Aufgabe gemacht hat. Dazu veranstaltet sie alljährlich ein Musikkonzert mit bekannten Stars.
Die Geschichte des Farm Aid begann am 22. September 1985 mit einem Wohltätigkeitskonzert in Champaign (Illinois) mit dem Ziel der finanziellen Unterstützung der family farms. Das Konzert wurde von Willie Nelson, Neil Young und John Mellencamp organisiert. Die Organisation erreichte mit ihren Aktionen u. a. die Verabschiedung des Agricultural Credit Acts im Jahr 1987 durch den US-Kongress.
Zu den heutigen Organisatoren ("Board of Directors") von Farm Aid gehören neben den drei Gründern auch Dave Matthews sowie Margo Price.

## Bisherige Konzerte
- 22. September 1985 in Champaign (Illinois) mit
  - Alabama, Hoyt Axton, The Beach Boys, Jon Bon Jovi, Glen Campbell, Johnny Cash, David Allan Coe, John Conlee, Charlie Daniels Band, John Denver, Bob Dylan, John Fogerty, Foreigner, Vince Gill, Arlo Guthrie, Sammy Hagar, Merle Haggard, Daryl Hall, Emmylou Harris, Don Henley, Waylon Jennings, Billy Joel, George Jones, Rickie Lee Jones, B. B. King, Carole King, Kris Kristofferson, Huey Lewis, Loretta Lynn, John Mellencamp, Roger Miller, Joni Mitchell, Willie Nelson, Roy Orbison, Tom Petty, Charley Pride, Lou Reed, Kenny Rogers, Brian Setzer, Sissy Spacek, Tanya Tucker, Eddie Van Halen, Debra Winger, Neil Young, Dave Milsap, Joe Ely und Judy Rodman.

- 4. Juli 1986 in Austin (Texas) mit
  - Alabama, The Beach Boys, Judy Collins, Rita Coolidge, Steve Earle, The Fabulous Thunderbirds, Emmylou Harris, Waylon Jennings, Nicolette Larson, Los Lobos, John Mellencamp, Willie Nelson, Steppenwolf, Taj Mahal, Stevie Ray Vaughan, Neil Young; [offsite via satellite] Bob Dylan, Tom Petty.

- 19. September 1987 in Lincoln (Nebraska) mit
  - Alex Harvey, Emmylou Harris, Steppenwolf, Vince Gill, Lyle Lovett, John Denver und Grateful Dead.

- 1989 als Bestandteil einer Tournee von Willie Nelson in 16 Städten der USA

- 7. April 1990 in Indianapolis (Indiana) mit
  - Bonnie Raitt, John Mellencamp, Gorky Park, John Hiatt, Carl Perkins, Arlo Guthrie, Garth Brooks, Alan Jackson, Asleep at the Wheel, Jackson Browne, Willie Nelson, Guns N’ Roses, Elton John, Lou Reed, Don Henley und Crosby, Stills & Nash.

- 14. März 1992 in Irving (Texas) mit
  - Arlo Guthrie, Kentucky Headhunters, Texas Tornados, Bonnie Raitt, Little Village, Tracy Chapman, Lynyrd Skynyrd, Petra, Paul Simon, Neil Young, Mary Chapin Carpenter, The Highwaymen, Lorrie Morgan, Ricky Van Shelton.

- 24. April 1993 in Ames (Iowa) mit
  - Arlo Guthrie, The Jayhawks, Jann Arden, Lyle Lovett, Johnny Cash, Neil Young, Ricky Van Shelton, Willie Nelson, Kentucky Headhunters, Marty Stuart, Charlie Daniels Band, Martina McBride, Bruce Hornsby, Bryan Adams, Ringo Starr, Martina McBride, Black 47, The Highwaymen und Dwight Yoakam.

- 18. September 1994 in New Orleans (Louisiana) mit
  - Neville Brothers, Spin Doctors, Gin Blossoms, John Conlee, Billy Joe Shaver und Kris Kristofferson.

- 1. Oktober 1995 in Louisville (Kentucky) mit
  - Hootie and the Blowfish, Dave Matthews Band, Blackhawk, John Conlee, Supersuckers, Steve Earle, Willie Nelson, John Mellencamp, Neil Young.

- 12. Oktober 1996 in Columbia (South Carolina) mit
  - Hootie and the Blowfish, The Beach Boys, Martina McBride, John Conlee und Jewel.

- 4. Oktober 1997 in Tinley Park (Illinois) mit
  - Willie Nelson, Neil Young, John Fogerty, Beck, Dave Matthews Band und The Allman Brothers Band.

- 3. Oktober 1998 in Tinley Park (Illinois) mit
  - Willie Nelson, Phish, Neil Young, John Mellencamp, Steve Earle, The Del McCoury Band, Wilco, Hootie & the Blowfish.

- 12. September 1999 in Bristow (Virginia) mit
  - Susan Tedeschi, Keb’ Mo’, Deana Carter, Barenaked Ladies, Dave Matthews Band, John Mellencamp, Willie Nelson und Neil Young.

- 17. September 2000 in Bristow (Virginia) mit
  - Crosby, Stills, Nash & Young, Arlo Guthrie, Sawyer Brown, Alan Jackson, Travis Tritt, Barenaked Ladies, Tipper Gore on drums with Willie Nelson and Family.

- 29. September 2001 in Noblesville (Indiana) mit
  - Willie Nelson, Neil Young, John Mellencamp, Dave Matthews, The Doobie Brothers und Martina McBride.

- 21. September 2002 in Burgettstown (Pennsylvania)

- 7. September 2003 in Columbus (Ohio) mit
  - Willie Nelson, John Mellencamp, Dave Matthews Band, and Neil Young and Crazy Horse, Emmylou Harris, Hootie and the Blowfish, Los Lonely Boys, Sheryl Crow, Brooks & Dunn, Trick Pony, Billy Bob Thornton und Daniel Lanois.

- 18. September 2004 in Seattle (Washington) mit
  - Willie Nelson, Neil Young, John Mellencamp, Dave Matthews Band, Lucinda Williams, Steve Earle, Jerry Lee Lewis, Trick Pony, Tony Coleman, Blue Merle, Tegan and Sara, Kate Voegele, Kitty Jerry und Marc Broussard.

- 18. September 2005 Tinley Park (Illinois) mit
  - Willie Nelson, John Mellencamp, Neil Young, Dave Matthews, Arlo Guthrie, Buddy Guy, Congressman Collin Peterson and the Second Amendments, Drew Davis Band, Elizabeth Rainey, Emmylou Harris, James McMurtry, Jimmy Sturr & His Orchestra, John Mayer, Kate Voegele, Kathleen Edwards, Kenny Chesney, Los Lonely Boys, Shannon Brown, Supersuckers, Susan Tedeschi, Widespread Panic und Wilco.

- 30. September 2006 in Camden (New Jersey)

- 9. September 2007 in New York City mit
  - Willie Nelson, Neil Young, John Mellencamp, Dave Matthews with Tim Reynolds, Gregg Allman, The Allman Brothers Band, Matisyahu, Counting Crows, Guster, The Derek Trucks Band, Warren Haynes, Billy Joe Shaver, Montgomery Gentry, Supersuckers, Pauline Reese, Danielle Evin, The Ditty Bops, Jimmy Sturr, Paula Nelson, 40 Points und Jesse Lenat.

- 20. September 2008 in Mansfield (Massachusetts) mit
  - Willie Nelson, John Mellencamp, Neil Young, Dave Matthews u. a.

- 2015
  - Imagine Dragons